# Мітіна Дарина Олександрівна
Дар'я Олександрівна Мітіна (нар. 14 серпня 1973, Москва, РРФСР, СРСР) — російська політична діячка лівого напряму, політолог, публіцистка, кінооглядачка, блогерка. Депутат Державної Думи II скликання (1995—1999). 1-й секретар ЦК РКСМ (2010—), член Ради Лівого фронту. У травні-серпні 2014 року — представник МЗС ДНР у Москві. Нині член Президії ЦК і секретар ЦК з міжнародних зв'язків Об'єднаної Комуністичної партії (ОКП). Як зазначається на її офіційній сторінці на сайті ОКП: «з початку 90-х-активний учасник молодіжного комуністичного руху». Після того, як була депутатом, до 2007 року перебувала на держслужбі (працювала начальником відділу Міністерства промисловості, науки і технологій РФ, Міністерства освіти і науки РФ). Потім, за власними словами, займається приватною практикою в галузі GR.
Екс-голова Ради студентів Росії (обрана 1995), співголова Народно-Патріотичного союзу молоді. Радник Російської Федерації 1-го класу.

## Біографія
У 1990—1995 роках навчалася на історичному факультеті МДУ, який закінчила, отримавши диплом з відзнакою. Спеціалізувалася по кафедрі етнології. Тема дипломної роботи " «Етнодемографічні та етносоціальні процеси в пострадянському Казахстані». Закінчила також інститут державного управління і соціальних досліджень при МДУ за спеціальністю «державне і муніципальне управління», отримавши диплом менеджера з управління наукою. Після закінчення МДУ навчалася в аспірантурі (1995—1998).
У 1991 році вступила до Російської комуністичної робітничої партії в складі КПРС (РКРП), також вступила до складу Російської комуністичної спілки молоді Ігоря Малярова, у березні 1995 року увійшла до складу ЦК РКСМ. Захисник Верховної Ради у вересні-жовтні 1993 року (див. Події вересня-жовтня 1993 року в Москві).
З 1996 по 2000 рік депутат Державної Думи другого скликання. Обрана від КПРФ (№ 4, Нижньоволзька регіональна група), проте в самій партії не перебувала (потрапила до списку як секретар ЦК РКСМ), стала наймолодшим депутатом парламенту Росії. Входила до фракції: «Народовладдя»; з кінця січня 1996 року до закінчення терміну депутатських повноважень — КПРФ. Була членом комітету з питань жінок, сім'ї та молоді. У Мітіної було близько 1500 депутатських помічників.
У 1999 році стала одним з небагатьох депутатів фракції КПРФ, які підтримали кандидатуру Володимира Путіна на посаді прем'єр-міністра.
У 1996 році обрана членом координаційної ради Народно-патріотичної спілки Росії (НПСР). У 1997 році висунула свою кандидатуру в депутати Московської міської думи по виборчому округу № 25. Потім відмовилася від участі на користь першого секретаря Московського міського комітету КПРФ Олександра Куваєва.
На наступних парламентських виборах у 1999 році балотувалася по Туапсинському округу № 44 (отримала 1,45 % голосів), одночасно входила до списку «Сталінського блоку», очолюваного Віктором Анпіловим. Зі списку «сталінського блоку» вибула до реєстрації.
З 2001 по 2004 рік — начальник відділу Міністерства промисловості, науки і технологій Російської Федерації. З 2005 по січень 2007 року — начальник відділу Міністерства освіти і науки Російської Федерації. З квітня 2007 року — заступник гендиректора Асоціації освітніх закладів АПК та рибальства. З 2007 по 2008 рік — директор департаменту Інституту розвитку громадянського суспільства та місцевого самоврядування (президент Олексій Подберезкин). З 2008 року — директор Департаменту по взаємодії з органами державної влади фонду сприяння розвитку науки, освіти та медицини.
З 2005 року член Російського комітету з проведення соціального форуму.
10 жовтня 2005 року обрана членом Московської Ради «Лівого фронту». На з'їзді ЛФ у 2008 році обрана членом його ради та виконкому.
Із 2010 року перший секретар ЦК РКСМ.
У 2013 році член оргкомітету урочистих заходів у Кремлі на честь 95-річчя комсомолу.
У березні 2014 року брала участь в установчому з'їзді Об'єднаної Комуністичної партії і увійшла до складу її Центрального Комітету на посаді секретаря з міжнародних зв'язків партії.
У серпні 2017 року виступила одним з 20 підписантів листа президенту Франції Емманюелю Макрону з проханням помилувати терориста, який відбуває тюремне ув'язнення Ілліча Раміреса Санчеса.
У 2019 році висунулася кандидатом до Московської міської думи від партії «Комуністи Росії», за підсумками отримала 3589 голосів і вибори програла, посівши третє місце.
Під час протестів у Москві (2019) підтримала репресії з боку влади щодо правих активістів та противників комуністичної ідеології, зокрема лібертаріанців Михайла Свєтова та Єгора Жукова.
За власним свідченням, відвідала понад 70 країн. Її подругою вказували журналістку Анхар Кочнєву.
У 2020 році нагороджена ювілейною медаллю «Московська міська Дума. 25 років».
Екологія.
Займається також природоохоронною діяльністю. Восени 2020 року Видавництво «Пітер» опублікувало книгу Д.Митіної та С.Гафурова «Бойова екологія. Як Greenpeace, WWF та інші міжнародні екологічні організації підривають розвиток Росії», ISBN 978-5-4461-1723-9 (у вихідних даних помилково вказано 2021 рік), що зустріла суперечливу реакцію.
Кінознавча діяльність.
Як зазначалося про Д. Мітіну в газеті «Вечірня Казань»: «Кіно вона захоплена з дитинства. Її батьки-випускники ВДІКу Наталія Мітіна (кінодраматург) і Касем Іскандер Ібрагім Мохаммед Юсуфзай — режисер, оператор, творець афганського телебачення. Рецензії та огляди Дар'ї публікуються на інформаційному порталі „Нові хроніки“, сайті радіо „Эхо Москвы“, в „Русском обозревателе“…»
Входила до журі блогерів кінофестивалю «2-in-1» (2012).
Була незалежним експертом Х Казанського Міжнародного фестивалю мусульманського кіно (2014).
Входила до журі російсько-італійського кінофестивалю RIFF (2019).
Відзначена дипломом премії Гільдії в галузі кінознавства та кінокритики " СЛОН "(2020) у номінації кінокритика — за статті в центральному друкованому органі Спілки кінематографістів газеті « СК-Новини».

## Критика
Як зазначається в матеріалі, що вийшов на World Socialist Web Site 29 вересня 2018 р.: «Мітіна — сталініст, для якого покійний диктатор є людиною, Рівного якій немає в історії. Двічі на рік вона відвідує його могилу, щоб покласти квіти. Вона подорожує світом як неформальний політичний агент уряду Володимира Путіна. Прагнучи забезпечити міжнародну підтримку зовнішньої політики Росії, Мітіна зустрічається не тільки зі сталіністськими і маоїстськими організаціями, а й з групами, які видають себе за прихильників троцькізму. Мітіна підлаштовує свою риторику відповідно до політичних настроїв своїх слухачів. Перед ополченцями-сепаратистами в Донбасі Мітіна виступає в ролі захисника російського націоналізму. Звертаючись до членів організацій, які називають себе лівими, вона майстерно зображує зовнішню політику Путіна різновидом антиімперіалізму». У той же час там же наводяться її власні слова «з одного боку всі прекрасно розуміють, що Росія — це не Радянський Союз… проте вони не демонізують Росію, вони проявляють класову солідарність, і не плутають Путіна з країною… вони підтримують російське населення в їх справедливій соціальній боротьбі, але також підтримують зусилля Путіна на інтернаціональній арені, — там, де, дійсно, він заслуговує підтримки…»
У 2019 році піддавалася критиці з боку РКРП (Віктора Тюлькина). У 2014 році її критикував Андрій Рудой.
Як кінознавця її критикував кандидат мистецтвознавства, провідний науковий співробітник НДІК ВДІК Дмитро Караваєв (у 2015).

## Сім'я
За власними словами Д. Мітіної, її «покійний прадід, якому я зобов'язана своїм прізвищем, перебував у близькому оточенні Леніна, був більшовиком Ленінської плеяди, закінчив своє життя в трагічному 1937-му». «Він був старим більшовиком, великим профспілковим лідером, одним з керівників Робітничої опозиції, працював з Калініним, Шляпниковим та Коллонтай і був засуджений в 1937 році, як і більшість лідерів опозиції Сталіну. У квартирі, до якої він в'їхав у 1929 році, відразу коли побудували будинок, я і живу досі», — розповідала вона в іншому інтерв'ю.
Батько — Касем Іскандер Ібрагім Мохаммед Юсуфзай (нар. 1938 — пом. 1996). Громадянин Афганістану, пуштун за національністю, був сином афганського прем'єр-міністра (1963—1965) і великого дипломата Мухаммеда Юсуфа, творцем і керівником афганського національного телебачення. У 1970-х роках жив у Москві і навчався у ВДІКу. Повішений талібами під час взяття ними Кабулу 27 вересня 1996 року.
Мати — Наталія Мітіна (пом.. 2001), кінодраматург, на початку 1990-х років працювала в апараті фракції "Вітчизна"Верховної Ради РРФСР, заступником головного редактора газети «Дума» фракції КПРФ у Державній Думі РФ.
Чоловік — Саїд Закірович Гафуров (Said Gafurov) (нар.. 1967), російський економіст, сходознавець і публіцист, заступник головного редактора журналу"ВВП".

## Примітка
1. ↑  https://books.google.com/books?id=OAlYAAAAMAAJ
2. ↑  https://anna-news.info/darya-mitina-nelzya-borotsya-tolko-lozungami-tolko-intellektualno-s-tem-kto-hochet-tebya-ubit/
3. ↑  https://kolobok1973.livejournal.com/876355.html?thread=21742915#t21742915
4. ↑  п²п╬п╡п╟я▐ пЁп╟п╥п╣я┌п╟ — Novayagazeta.ru. Архів оригіналу за 31 грудня 2019. Процитовано 4 травня 2021.
5. 1 2  «Грех» Кончаловского И «Предатель» Беллоккьо: Riff Подвел Итоги
6. 1 2  NEWSru.com :: Мексиканский фильм «Отсрочка» победил на московском кинофестивале «2-in-1». Архів оригіналу за 1 червня 2021. Процитовано 4 травня 2021.
7. ↑  Архівована копія. Архів оригіналу за 9 лютого 2020. Процитовано 4 травня 2021.{{cite web}}:  Обслуговування CS1: Сторінки з текстом «archived copy» як значення параметру title (посилання)
8. 1 2  Дарья Митина: «Дело Серова — классический пример политического заказа» | Братский городской информационный портал. Архів оригіналу за 2 березня 2011. Процитовано 4 травня 2021.
9. ↑  п╖я┌п╬ я┌п╟п╨п╬п╣ п≤п╠п╣я─п╬п╟п╪п╣я─п╦п╨п╟ п╦ п©я─п╦ я┤п╣п╪ я┌я┐я┌ п═п╬я│я│п╦я▐? — п²п╬п╡п╬я│я┌п╦ п⌡п╟я┌п╦п╫я│п╨п╬п╧ п░п╪п╣я─п╦п╨п╦. Архів оригіналу за 5 березня 2020. Процитовано 4 травня 2021.
10. ↑  Призрак ВЛКСМ, или Почему молодежным организациям без идеологии не удается получить поддержку в обществе — Daily Storm. Архів оригіналу за 25 березня 2019. Процитовано 4 травня 2021.
11. ↑  Дарья Митина: В отношении Матвиенко враньем грешат в основном либералы — Журнал «Шум»
12. ↑  Представитель МИД ДНР в Москве Дарья Митина о политическом климате Новороссии и необходимости строить новую государственность [Архівовано 2 липня 2017 у Wayback Machine.] // Правда.ру
13. 1 2  Официальная страница Митиной Д.А. Архів оригіналу за 14 квітня 2021. Процитовано 4 травня 2021.
14. ↑  Крылатское.ру | Новости | Коммунистическая партия не обошла вниманием район Крылатское. Архів оригіналу за 14 квітня 2021. Процитовано 4 травня 2021.
15. 1 2 3  «Борьба за власть — это риск, кровь, лишение привилегий, а не когда много денег и депутатов» [Архівовано 29 листопада 2020 у Wayback Machine.] (12.02.2019)
16. ↑  Публикации Митина Дарья — ФОРУМ.мск. Архів оригіналу за 15 квітня 2021. Процитовано 4 травня 2021.
17. 1 2 3  «Правда. Ру». Архів оригіналу за 1 вересня 2020. Процитовано 4 травня 2021.
18. 1 2 3 4 5 6 7 8 9  Молодёжные политические организации: Программы и люди / И. Яковлев и др. — М.: РОО Центр «Панорама», 2007. — С. 134. — ISBN 978-5-94420-030-3.
19. ↑  МОЛОДЕЖНАЯ ПОЛИТИКА КПРФ: РОЛЬ СКМ И ПЕРСПЕКТИВЫ ОБНОВЛЕНИЯ РУКОВОДЯЩЕГО СОСТАВА. Архів оригіналу за 29 лютого 2020. Процитовано 4 травня 2021.
20. ↑  Братерский, А. (26 травня 2003). Виртуальный кебаб. izvestia.ru. Архів оригіналу за 1 березня 2012. Процитовано 2011-18-10.
21. ↑  Путь длиною в четверть века. Взлеты и падения КПРФ — Daily Storm
22. ↑  Ъ-Власть — Куда податься бывшему члену Государственной думы.
23. ↑  Московская школа политических исследований. Архів оригіналу за 14 березня 2021. Процитовано 4 травня 2021.
24. ↑  Заметки очевидца с концерта в Кремле в честь 95-летия ВЛКСМ: Есть что-то мистическое, когда банкиры и олигархи, хозяева жизни поднимаются на сцену и с горящими глазами говорят…. Архів оригіналу за 18 травня 2021. Процитовано 4 травня 2021.
25. ↑  Официальная страница Митиной Д. А. на сайте ОКП. Архів оригіналу за 14 квітня 2021. Процитовано 4 травня 2021.
26. ↑  Выборы депутатов Московской городской Думы седьмого созыва, одномандатный округ 4[недоступне посилання]
27. ↑  Московские невыборы 2019. Архів оригіналу за 8 березня 2021. Процитовано 4 травня 2021.
28. 1 2  «На путь развития, прорисованный Лениным, вернется не только Россия». К 150-летию вождя пролетарской революции | Пресс-служба организаций российских соотечественников Канады. Архів оригіналу за 23 квітня 2021. Процитовано 4 травня 2021.
29. ↑  Журналистку ищут две страны. Архів оригіналу за 20 жовтня 2017. Процитовано 4 травня 2021.
30. ↑  В Сирии пропала журналистка: информацию проверяют российские дипломаты. Архів оригіналу за 1 жовтня 2014. Процитовано 4 травня 2021.
31. ↑  Киев призвал освободить похищенную в Сирии журналистку - BBC News Русская служба. BBC. 15 жовтня 2012. Архів оригіналу за 15 грудня 2023. Процитовано 15 грудня 2023. (рос.)
32. ↑  NEWSru.co.il :: В Сирии ищут русскоязычную журналистку. Обзор российских СМИ. Архів оригіналу за 10 березня 2022. Процитовано 4 травня 2021.
33. ↑  Боевая экология. Как Greenpeace, WWF и другие международные экологические организации подрывают развитие России. Архів оригіналу за 10 травня 2021. Процитовано 4 травня 2021.
34. ↑  Дарье Митиной понравился «Длинный поцелуй» | Вечерняя Казань. Архів оригіналу за 7 вересня 2019. Процитовано 4 травня 2021.
35. ↑  Премии Гильдии в области киноведения и кинокритики за публикации 2019 г. | КиноПресса. Архів оригіналу за 7 жовтня 2021. Процитовано 4 травня 2021.
36. ↑  Российский неосталинист защищает аргентинскую Рабочую партию в деле «восстановления» Четвертого Интернационала — World Socialist Web Site. Архів оригіналу за 25 січня 2021. Процитовано 4 травня 2021.
37. ↑  Странная позиция госпожи Митиной. Или всей партии? — Российская коммунистическая рабочая партия (РКРП-КПСС)[недоступне посилання]
38. ↑  О мифическом «расколе» Левого Фронта — Блоги — Эхо Москвы, 28.08.2014. Архів оригіналу за 7 травня 2015. Процитовано 4 травня 2021.
39. ↑  Сбивчиво о «Сбитых критериях» | КиноПресса. Архів оригіналу за 30 листопада 2020. Процитовано 4 травня 2021.
40. ↑  Антикомпромат. Митина. Архів оригіналу за 29 квітня 2020. Процитовано 4 травня 2021.
41. ↑  Личный блог Дарьи Митиной. Архів оригіналу за 15 квітня 2021. Процитовано 4 травня 2021.
42. ↑  Две мои главные потери в жизни — обе выпадают на декабрь: kolobok1973 — LiveJournal. Архів оригіналу за 7 березня 2012. Процитовано 4 травня 2021.